# Tanystylum cinctum
Tanystylum cinctum is een zeespin uit de familie Ammotheidae. De soort behoort tot het geslacht Tanystylum. Tanystylum cinctum werd in 1992 voor het eerst wetenschappelijk beschreven door Child. 